# Martin Weber (Skispringer)
Martin Weber (* 15. April 1954 in Pappenheim) ist ein ehemaliger deutscher Skispringer, der für die DDR startete.

## Werdegang
Weber, der für den ASK Vorwärts Oberhof startete, sprang erstmals beim internationalen FIS-Springen am 30. Dezember 1975 in Oberstdorf zum Eröffnungsspringen der Vierschanzentournee 1975/76. Zwei Jahre später am 30. Dezember 1977 konnte er auf der gleichen Schanze mit Platz zwei erstmals aufs Podium springen. Am Ende belegte er in der Gesamtwertung der Vierschanzentournee 1977/78 den 3. Platz.
Am 30. Dezember 1979 nahm Weber erstmals bei einem Springen im neu geschaffenen Skisprung-Weltcup teil und erreichte in Oberstdorf den 10. Platz. Am 6. Januar 1980 gewann er sein erstes Springen in Bischofshofen und erreichte am Ende wie schon 1977/78 den 3. Platz in der Gesamtwertung der Tournee. Der Sieg war zudem sein letztes Springen im Weltcup. In der Gesamtwertung des Weltcups lag er am Ende der Saison auf Platz 27.
Bei den Olympischen Winterspielen 1980 und der damit verbundenen Weltmeisterschaft im Skispringen in Lake Placid erreichte er auf der Normalschanze am 13. Februar 1980 den 11. Platz. Nach den Spielen beendete Weber seine aktive Karriere und arbeitet heute als Skisprungtrainer.

## Erfolge

### Weltcupsiege im Einzel
| Datum          | Ort           | Land       |
| -------------- | ------------- | ---------- |
| 6. Januar 1980 | Bischofshofen | Österreich |

### Weltcup-Platzierungen
| Saison  | Platz | Punkte |
| ------- | ----- | ------ |
| 1979/80 | 26.   | 41     |